# Piper foveolatum
Piper foveolatum là một loài thực vật có hoa trong họ Hồ tiêu. Loài này được Kunth ex C.DC. miêu tả khoa học đầu tiên năm 1869.